# 豪爾 (卡達)
豪爾（阿拉伯語：الخور）是一個位於卡達北部沿海的城市，距離首都杜哈50公里遠。豪爾在阿拉伯語的意思是河，城市剛好位於河邊。豪爾靠近卡達北部的石油和天然氣產區，另外也靠近拉斯拉凡港，因而有许多石油工人居住。